# Старый мост (Ржев)
Ста́рый мост — автодорожный мост через Волгу во Ржеве. До открытия в 1984 году Нового моста был единственным автомобильным мостом в черте города, связывающим Советскую сторону с Красноармейской.
Построен на месте разрушенного во время войны моста. Предыдущий мост, открытый в 1911 году, имел арочную конструкцию. В 1944 году мост был частично восстановлен, в 1956—1957 годах разобран и построен заново. В 90-е годы XX века реконструирован.

## Предыдущие мосты

### Плашкоутный мост
До появления через Волгу стационарных мостов каждую навигацию возводился плашкоутный мост, представляющий собой настил на связанных баржах. Обладая высокой прочностью и грузоподъёмностью, плашкоутные мосты, тем не менее, не могли существовать круглогодично из-за ледостава и паводков. Для осуществления связи между берегами использовались также паромные переправы. 

### Деревянный мост
Решение о строительстве первого стационарного моста было принято Ржевской земской управой в 1887 году. В 1888 году по проекту инженера В. Ф. Панкевича был возведен деревянный мост на каменном быке посередине. Для сооружения опоры в малую воду на середине Волги был установлен кессон. Опора состояла из гранитных блоков, пространство между которыми залили цементирующей смесью с булыжниками. Мост прослужил всего 5 лет, и был разрушен ураганом, при этом опоры сохранились и использовались при строительстве нового моста.

### Арочный мост
В 1909—1910 годах на средства городской казны и ржевских купцов началось возведение нового стационарного моста на месте старого. Открытие состоялось 15 сентября 1911 года при участии губернатора Твери Н. Г. фон Бюнтинга. Новый мост имел два арочных пролета. Перед въездом на мост располагались фигуры львов, держащие щиты с изображением герба города.
В октябре 1941 года при отступлении советских войск из города левый пролет моста был взорван. Немецкие войска во время оккупации восстановили мост, но во время отступления взорвали его правый пролет. Соответствующий приказ был отдан Гитлером, который слушал взрыв моста по телефону. В ходе восстановительных работ в 1944 году был построен деревянный мост, формами повторявший довоенный, при этом нормальное его функционирование осуществляться не могло из-за плохого состояния и введенных ограничений по весу и скорости.

## Строительство
В 1956 году исполком горсовета признал существовавший деревянный мост аварийным и ввёл ограничения на его эксплуатацию, в числе которых был запрет на движение автомашин с пассажирами или весом более 5 т, нахождение на одном пролёте более одного транспортного средства, а также передвижение людей большими колоннами. В сложившейся ситуации возникала острая необходимость в комплексной реконструкции моста.
Сооружение нового моста было начато летом 1956 года, на строительство было выделено 2,05 млн. рублей. 4 августа был взорван стационарный мост, в сентябре была начата реконструкция опор. Для обеспечения переправы на время строительства в мае—июне 1956 года был сооружён временный деревянный мост на сваях. Будучи неустойчивым к паводкам, в апреле 1957 года мост на время половодья был разобран, в результате чего на 23 дня город остался с единственным железнодорожным мостом.
В июне 1957 года была завершена надвижка металлоконструкции, к началу осени были положены и заасфальтированы плиты проезжей части. 26 сентября мост прошёл испытание на прочность, 27 октября был торжественно открыт.

## Современное состояние
С открытием в 1984 году Нового моста поток машин через Старый мост значительно снизился. В 1993—1994 годах на мосту был произведен капитальный ремонт.

### Расположение
Мост расположен в створе улицы Грацинского, являясь её продолжением. Будучи относительно низким, мост упирается в высокий левый берег. В этом месте расположена стела в честь освобождения Ржева, установленная 3 марта 1944 года, позже дополненная плитой с изображением ордена Отечественной войны I степени, полученного городом. Завершает композицию клумба, выложенная в виде надписи «Ржев». За мостом имеется ряд крутых поворотов, затрудняющих движение крупногабаритного транспорта, а также пешеходный мост к Обелиску Героям Великой Отечественной войны.